# Croisy-sur-Andelle
Pour les articles homonymes, voir Croisy (homonymie) et Andelle (homonymie).
Croisy-sur-Andelle est une commune française située dans le département de la Seine-Maritime en région Normandie.

## Géographie
| Elbeuf-sur-Andelle | Le Héron           | La Haye       |
| Vascœuil Eure      | Croisy-sur-Andelle | Vascœuil Eure |
| Vascœuil Eure      | Vascœuil Eure      | Vascœuil Eure |

### Hydrographie
La commune est située dans le bassin Seine-Normandie. Elle est drainée par l'Andelle, deux bras de l'Andelle et un autre petit cours d'eau,.
L'Andelle, d'une longueur de 57 km, prend sa source dans la commune de Serqueux et se jette  dans la Seine à Pîtres, après avoir traversé 24 communes. Les caractéristiques hydrologiques de l'Andelle sont données par la station hydrologique située sur la commune de Vascœuil. Le débit moyen mensuel est de 3,94 m3/s. Le débit moyen journalier maximum est de 16,9 m3/s, atteint lors de la crue du 3 janvier 2003. Le débit instantané maximal est quant à lui de 18,8 m3/s, atteint le 2 janvier 2003.

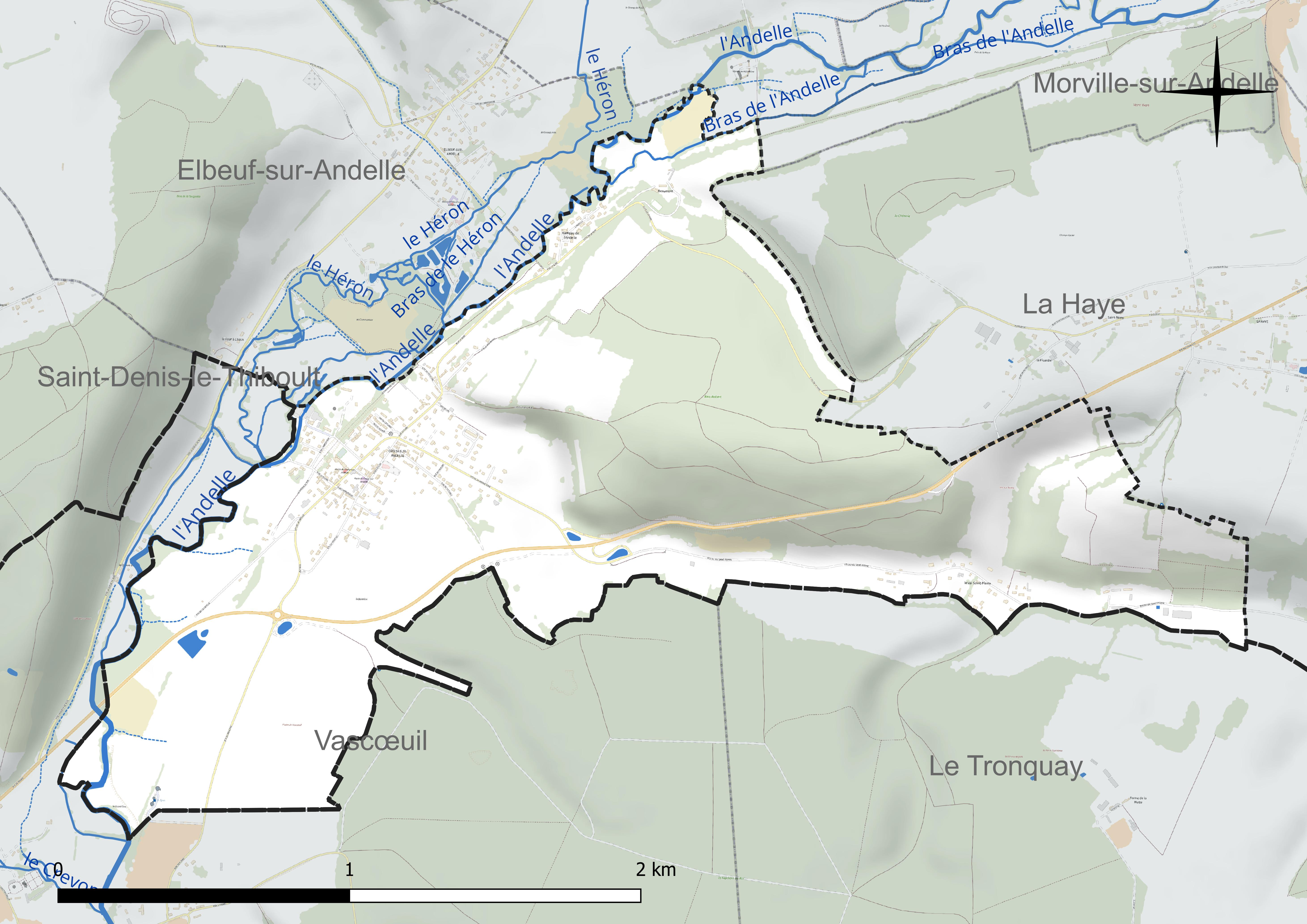
Réseau hydrographique de Croisy-sur-Andelle.

### Climat
Pour des articles plus généraux, voir Climat de la Normandie et Climat de la Seine-Maritime.
En 2010, le climat de la commune est de type climat océanique dégradé des plaines du Centre et du Nord, selon une étude du CNRS s'appuyant sur une série de données couvrant la période 1971-2000. En 2020, Météo-France publie une typologie des climats de la France métropolitaine dans laquelle la commune est exposée à un climat océanique et est dans la région climatique Côtes de la Manche orientale, caractérisée par un faible ensoleillement (1 550 h/an) ; forte humidité de l’air (plus de 20 h/jour avec humidité relative > 80 % en hiver), vents forts fréquents. Parallèlement le GIEC normand, un groupe régional d’experts sur le climat, différencie quant à lui, dans une étude de 2020, trois grands types de climats pour la région Normandie, nuancés à une échelle plus fine par les facteurs géographiques locaux. La commune est, selon ce zonage, exposée à un « climat maritime », correspondant au Pays de Caux, frais, humide et pluvieux, légèrement plus frais que dans le Cotentin.
Pour la période 1971-2000, la température annuelle moyenne est de 10,5 °C, avec une amplitude thermique annuelle de 14,1 °C. Le cumul annuel moyen de précipitations est de 770 mm, avec 12,4 jours de précipitations en janvier et 8,1 jours en juillet. Pour la période 1991-2020, la température moyenne annuelle observée sur la station météorologique la plus proche, située sur la commune de Boos à 16 km à vol d'oiseau, est de 10,9 °C et le cumul annuel moyen de précipitations est de 847,5 mm,. Pour l'avenir, les paramètres climatiques de la commune estimés pour 2050 selon différents scénarios d’émission de gaz à effet de serre sont consultables sur un site dédié publié par Météo-France en novembre 2022.

## Urbanisme

### Typologie
Au 1er janvier 2024, Croisy-sur-Andelle est catégorisée commune rurale à habitat dispersé, selon la nouvelle grille communale de densité à sept niveaux définie par l'Insee en 2022.
Elle est située hors unité urbaine. Par ailleurs la commune fait partie de l'aire d'attraction de Rouen, dont elle est une commune de la couronne,. Cette aire, qui regroupe 317 communes, est catégorisée dans les aires de 200 000 à moins de 700 000 habitants,.

### Occupation des sols
L'occupation des sols de la commune, telle qu'elle ressort de la base de données européenne d’occupation biophysique des sols Corine Land Cover (CLC), est marquée par l'importance des territoires agricoles (70,2 % en 2018), une proportion sensiblement équivalente à celle de 1990 (70,9 %). La répartition détaillée en 2018 est la suivante : 
prairies (39,2 %), terres arables (31 %), forêts (22,5 %), zones urbanisées (7,3 %). L'évolution de l’occupation des sols de la commune et de ses infrastructures peut être observée sur les différentes représentations cartographiques du territoire : la carte de Cassini (XVIIIe siècle), la carte d'état-major (1820-1866) et les cartes ou photos aériennes de l'IGN pour la période actuelle (1950 à aujourd'hui).

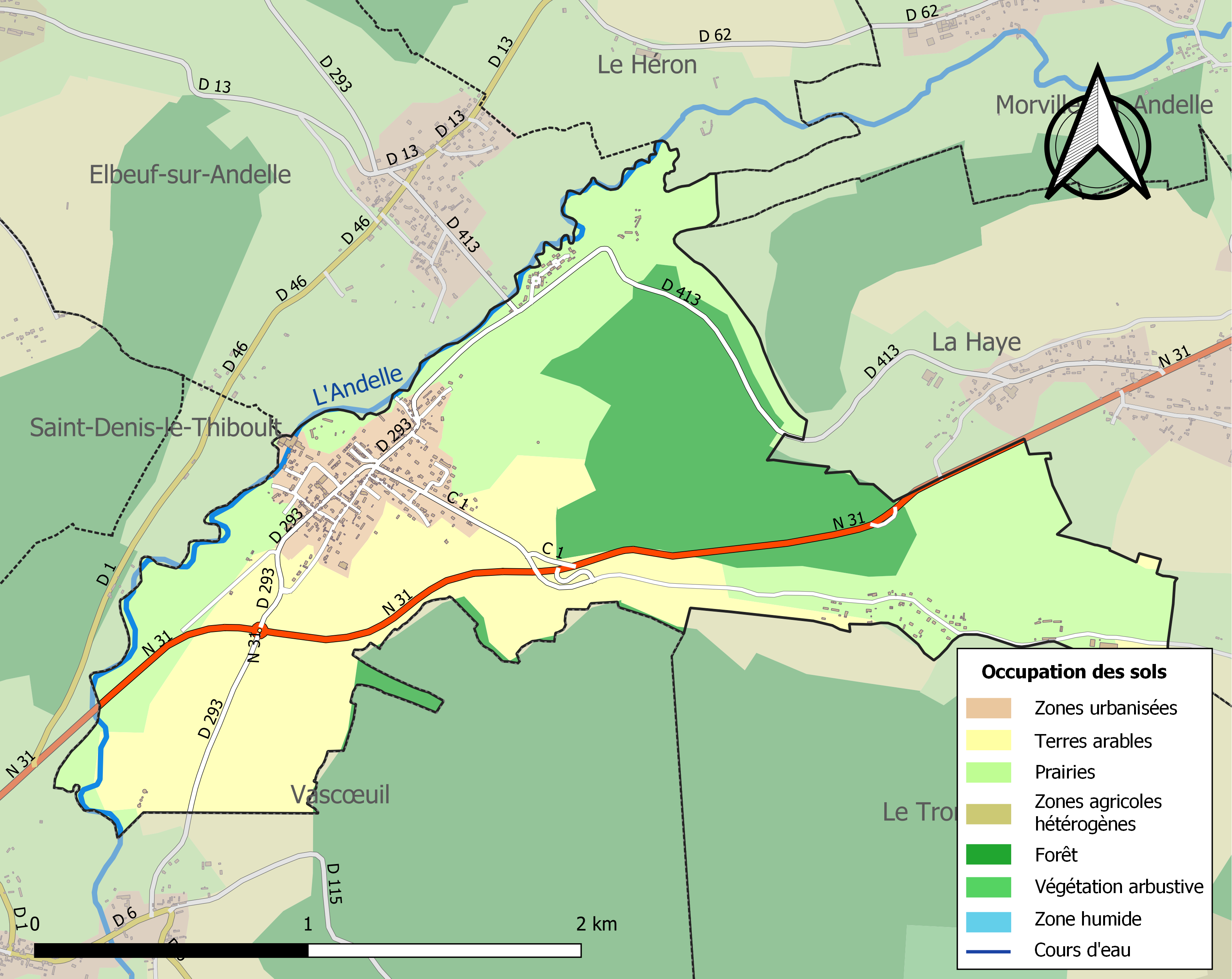
Carte des infrastructures et de l'occupation des sols de la commune en 2018 (CLC).

## Toponymie
Le nom de la localité est attesté sous la forme Croseium en 1130.
L’Andelle est une rivière, affluent de la rive droite du fleuve la Seine, dans les deux départements de l'Eure et de la Seine-Maritime.

## Histoire
La paroisse de Croisy est attestée dès 1130. L'église construite en 1261 est détruite et remplacée par l'église Notre-Dame au XVIIe siècle.
La tradition rapporte que Croisy serait un ancien prieuré de Longueville.
Croisy et La Haye-en-Lyons sont réunies entre 1790 et 1848 pour former Croisy-La-Haye, avant de se séparer.

## Politique et administration
| Période                                  | Période                    | Identité      | Étiquette | Qualité                                                     |
| ---------------------------------------- | -------------------------- | ------------- | --------- | ----------------------------------------------------------- |
| Les données manquantes sont à compléter. |                            |               |           |                                                             |
| 1860                                     | 1865                       | Étienne Mille |           |                                                             |
| 1865                                     |                            | Julliot       |           |                                                             |
|                                          |                            | Porcher       |           |                                                             |
|                                          |                            | Juliot        |           |                                                             |
| 1917                                     |                            | A. Lepaumier  |           |                                                             |
| Les données manquantes sont à compléter. |                            |               |           |                                                             |
| mars 2001                                | mai 2020                   | Daniel Buquet | DVG       | Fondeur retraité Conseiller général d'Argueil (2008 → 2015) |
| mai 2020                                 | En cours (au 10 août 2020) | Karine Buquet |           |                                                             |

## Démographie
Les habitants de Croisy-sur-Andelle sont appelés les Croisyllais.
L'évolution du nombre d'habitants est connue à travers les recensements de la population effectués dans la commune depuis 1851. Pour les communes de moins de 10 000 habitants, une enquête de recensement portant sur toute la population est réalisée tous les cinq ans, les populations de référence des années intermédiaires étant quant à elles estimées par interpolation ou extrapolation. Pour la commune, le premier recensement exhaustif entrant dans le cadre du nouveau dispositif a été réalisé en 2004.

En 2022, la commune comptait 517 habitants, en évolution de −8,33 % par rapport à 2016 (Seine-Maritime : +0,35 %, France hors Mayotte : +2,11 %).
| 1851 | 1856 | 1861 | 1866 | 1872 | 1876 | 1881 | 1886 | 1891 |
| ---- | ---- | ---- | ---- | ---- | ---- | ---- | ---- | ---- |
| 581  | 525  | 491  | 463  | 416  | 420  | 424  | 397  | 393  |

| 1896 | 1901 | 1906 | 1911 | 1921 | 1926 | 1931 | 1936 | 1946 |
| ---- | ---- | ---- | ---- | ---- | ---- | ---- | ---- | ---- |
| 362  | 345  | 331  | 303  | 289  | 315  | 309  | 285  | 304  |

| 1954 | 1962 | 1968 | 1975 | 1982 | 1990 | 1999 | 2004 | 2006 |
| ---- | ---- | ---- | ---- | ---- | ---- | ---- | ---- | ---- |
| 327  | 301  | 308  | 283  | 358  | 438  | 525  | 523  | 518  |

| 2009 | 2014 | 2019 | 2022 | - | - | - | - | - |
| ---- | ---- | ---- | ---- | - | - | - | - | - |
| 518  | 566  | 534  | 517  | - | - | - | - | - |

## Culture locale et patrimoine

### Lieux et monuments

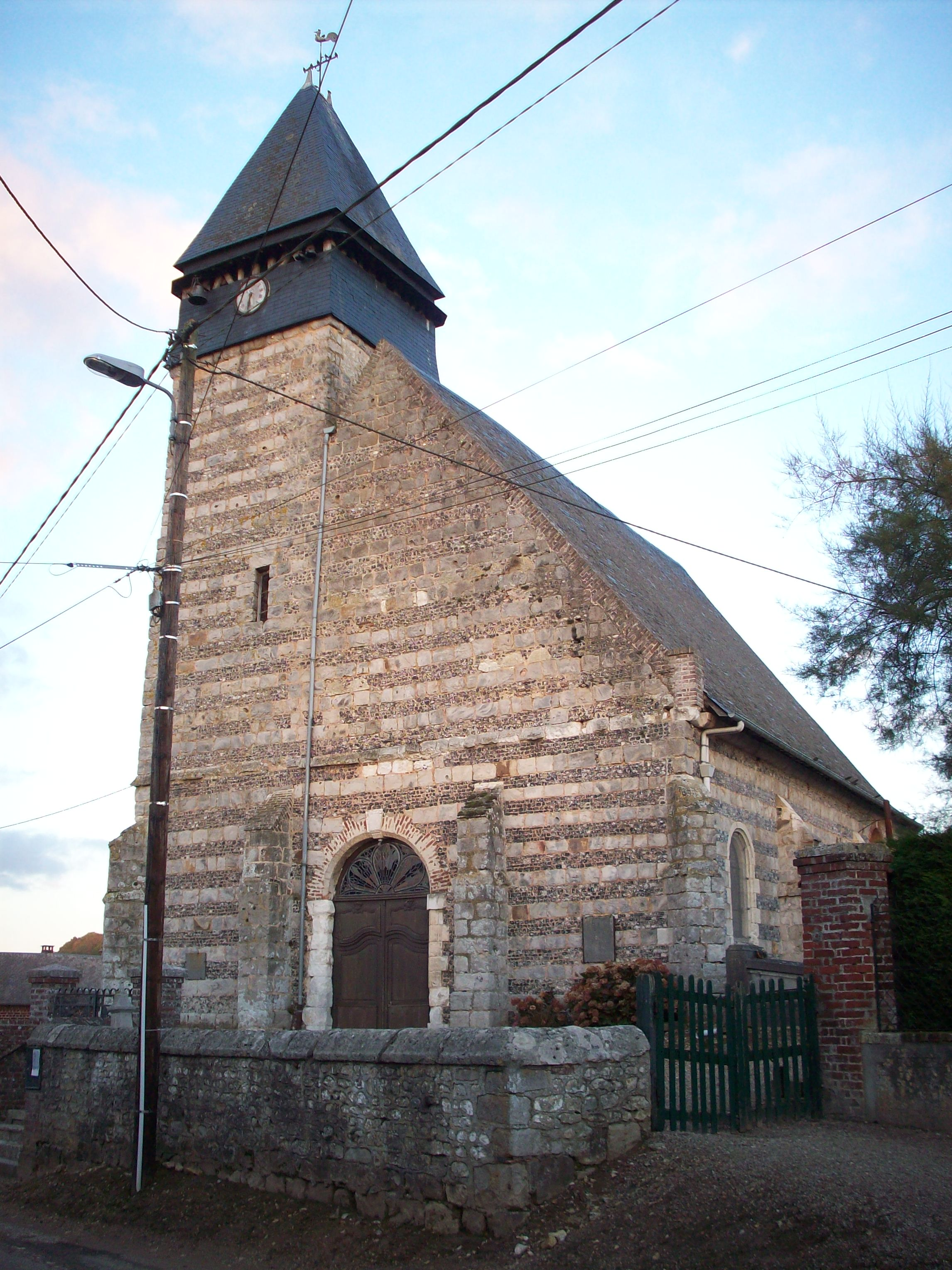
L'église Notre-Dame.

- Église Notre-Dame.
- Manoir du Val Saint-Pierre

### Personnalités liées à la commune
- Pierre Stanislas Mouquet, né à Croisy-sur-Andelle le 29 septembre 1813, mort à Saint-Étienne-du-Rouvray le 17 octobre 1884. Instituteur, il a écrit plusieurs traités d'instruction publique ainsi que le Traité pratique de la mesure des surfaces et des volumes, paru en 1850[26].

### Patrimoine naturel
Site classé
- Le domaine de la Malvoisine  Site classé (1995)[27]

Le Conservatoire botanique national de Bailleul a identifié deux points chauds de biodiversité dans cette commune sur deux terrains de la Direction interdépartementale des routes nord-ouest (DIRNO) : un talus crayeux sec et une prairie humide. Ces deux sites abritaient en 2021 au moins huit espèces patrimoniales végétales : la Laîche bleuâtre, Orchis incarnat, l'Epipactis brun-rouge, le Réséda raiponce, la Germandrée des montagnes et la Vergerette âcre. En 2021, ces sites abritaient en tout huit espèces d'Orchidées (une protégée et deux autres en danger d’extinction), avec toutefois à proximité quelques pieds de Berce du Caucase, une espèce introduite, localement invasive et dangereuse (source de brûlures cutanées au deuxième ou troisième degré, en cas de contact avec la sève qui est violemment allergène).

### Héraldique
| Armes de Croisy-sur-Andelle | Les armes de la commune de Croisy-sur-Andelle se blasonnent ainsi : Tiercé en pairle abaissé : au 1) de gueules au léopard d’or, au 2) et au 3) de sinople à l’arbre arraché d’or ; au pairle abaissé d’argent brochant sur le tiercé. Le léopard d'or sur champ de gueules rappelle les armes de la Normandie. |

### Devise
La devise de Croisy-sur-Andelle est : « Proverbia gradus nostros ducant » [Que des proverbes (adages, maximes, dictons...) guident nos pas].